# IPhone 4s
Das iPhone 4s ist das fünfte Smartphone der iPhone-Reihe des US-amerikanischen Unternehmens Apple. Es wurde im Oktober 2011 unter dem Namen iPhone 4S in den Markt eingeführt, im Herbst 2013 erfolgte die Umbenennung in iPhone 4s, wobei zumindest das große „S“ für die Sprachsteuerung Siri stehen sollte.
Auf dem iPhone 4s wird Apples Betriebssystem iOS ab Version 5.0 eingesetzt, wobei die aktuelle Version 9.3.6 vom 22. Juli 2019 ist. Es wird hauptsächlich durch Fingerberührungen am Multi-Touch-Bildschirm bedient.

## Geschichte
Das iPhone 4s wurde am 4. Oktober 2011 im Rahmen des Events Let’s Talk iPhone einen Tag vor dem Tod Steve Jobs’ vom Apple-CEO Tim Cook der Öffentlichkeit präsentiert.

## Design

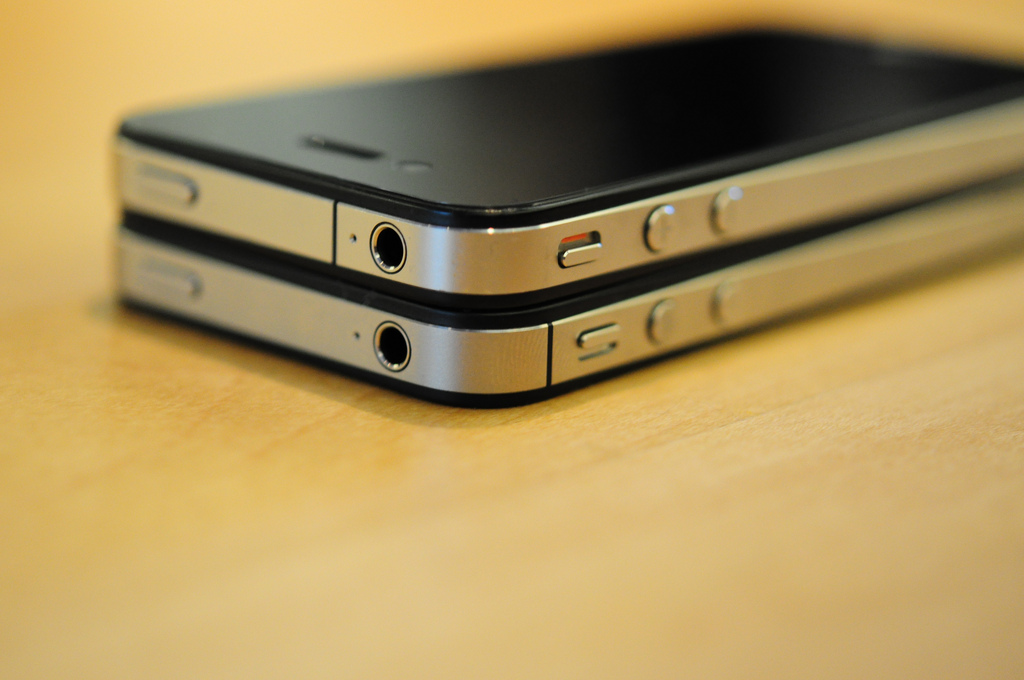
Vergleich der Anordnung der Antenneneinkerbungen beim iPhone 4 (oben) und iPhone 4s (unten)

Äußerlich unterscheidet sich das iPhone 4s geringfügig vom Vorgängermodell. Oben am Gerät befinden sich zwei Einkerbungen im Metallrahmen, jeweils eine auf der linken und rechten Seite. Infolgedessen wurden die Bedienelemente an der linken Seite um wenige Millimeter nach unten versetzt. Beim iPhone 4 befand sich lediglich eine Einkerbung im oberen Teil des Rahmens.

## Technische Daten

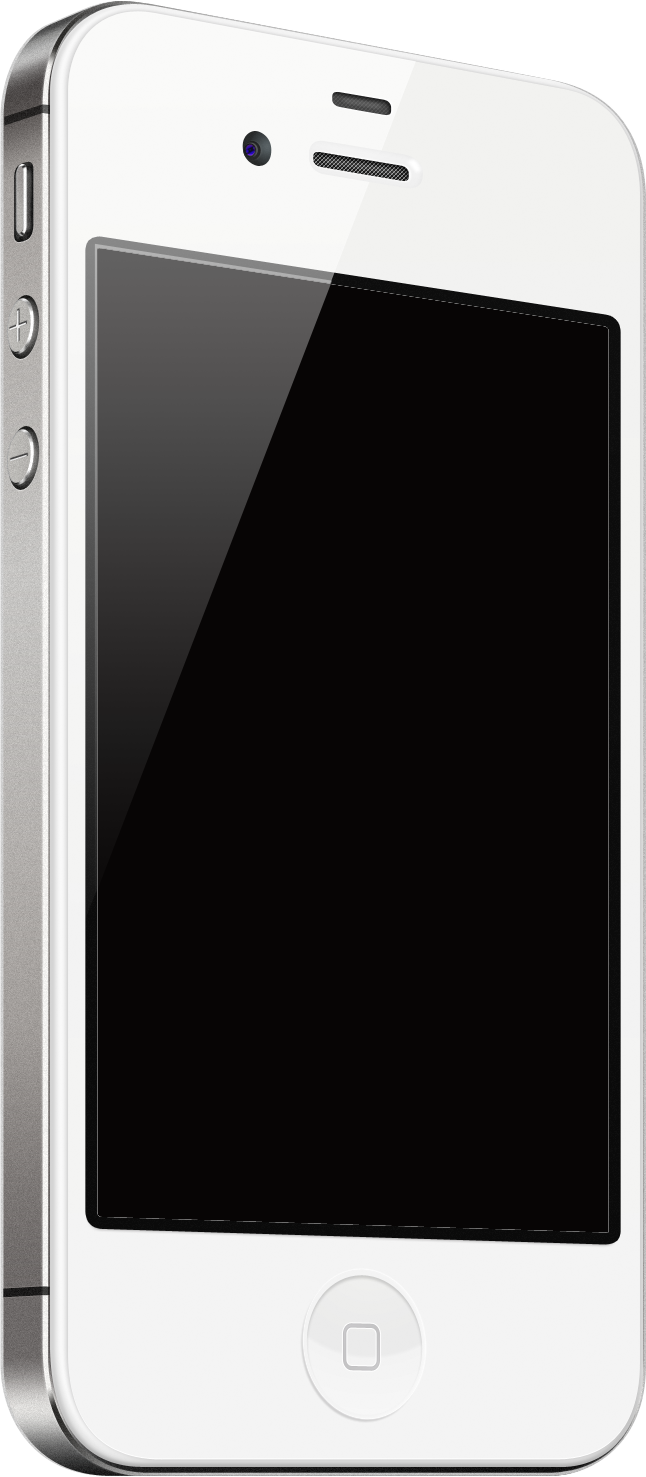
Das iPhone 4s in weißer Ausführung

Der 3,5-Zoll-„Retina“-Bildschirm des iPhone 4s besitzt eine Auflösung von 640 × 960 Pixeln. Das Gerät verfügt über einen Apple-A5-SoC, das laut Apple gegenüber dem Vorgänger bis zu doppelt so viel Rechenleistung und eine bis zu siebenmal höhere Grafikleistung aufweisen soll, sowie über HSPA+ mit 14,4 Mbit/s. Die Vorgänger iPhone 4 und 3GS unterstützen lediglich herkömmliches HSDPA mit 7,2 Mbit/s im Downstream. Um HSPA+ von HSPA abzugrenzen, zeigt das iPhone 4s beim Empfang von HSPA+ ein 4G in der Statusleiste an. Dabei handelt es sich jedoch nicht um das LTE-Netz.
Es besitzt eine 8-Megapixel-iSight-Kamera, mit der Videos in 1080p-Auflösung (Full HD) und mit einem Sichtbereich von horizontal 56,42 Grad bzw. vertikal 43,90 Grad aufgenommen werden können. Zu den weiteren Neuerungen zählen, dass es zwei Mobilfunkantennen anstelle einer einzelnen hat, die Einbindung der Software Siri für die Erkennung und Verarbeitung von gesprochener Sprache, sowie das iOS-5-Betriebssystem. Zusätzlich zu GPS unterstützt es erstmals das GLONASS-Navigationssystem.
Das iPhone 4s ist das erste iPhone, welches 5 Major Updates (iOS 5, 6, 7, 8 und iOS 9) unterstützt. Zudem ist es das letzte iPhone mit 30-Pin Ladebuchse.
Im iPhone 4s arbeitet ein A5-Chip mit 800 MHz-Prozessor (200 MHz langsamer getaktet als im iPad 2), der aufgrund höherer Leistungsaufnahme mehr Strom als der A4-Chip im iPhone 4 benötigt. Apple gibt die maximale Standby-Laufzeit mit 200 Stunden an; das Vorgängermodell brachte es auf 300 Stunden.

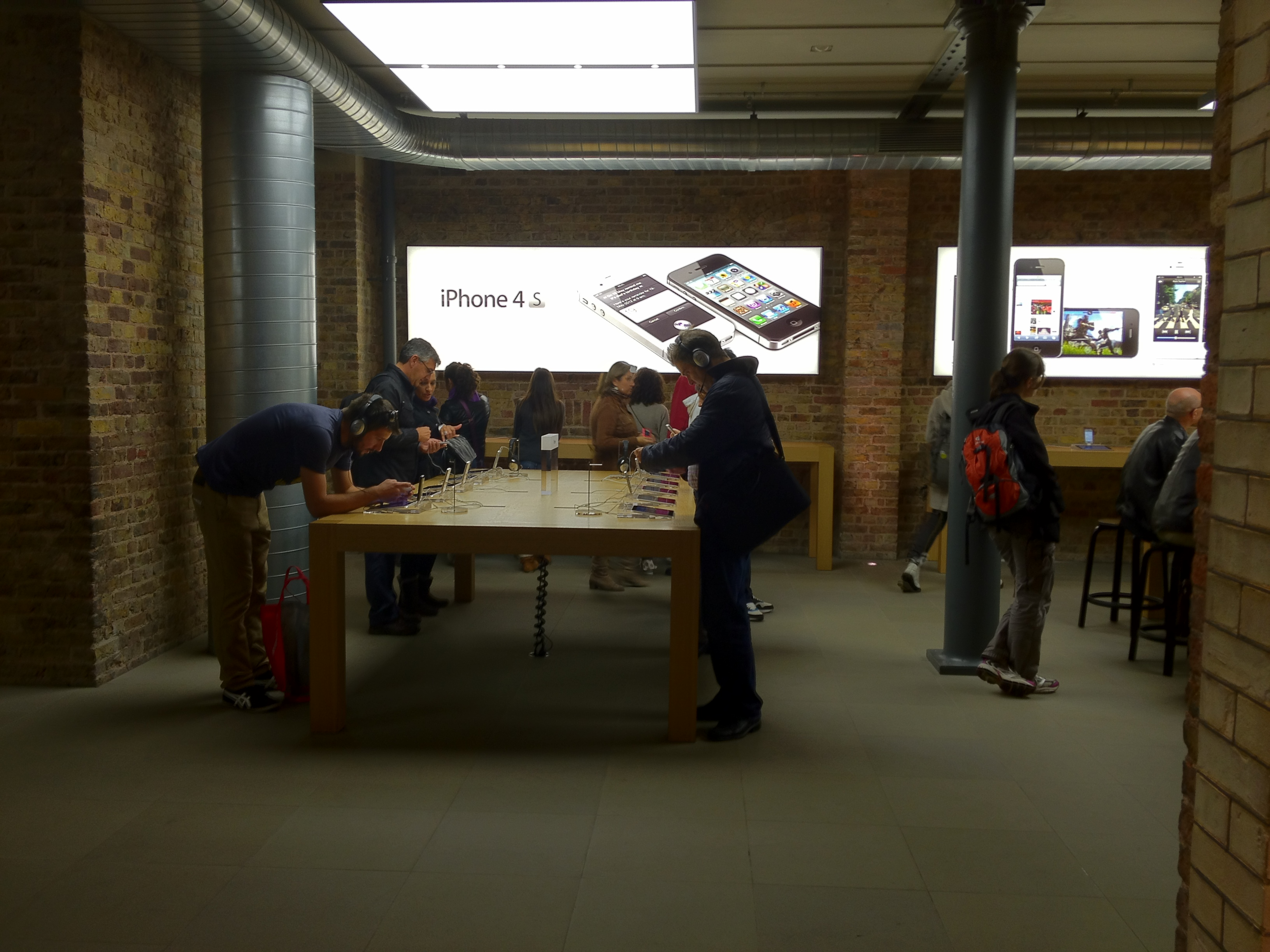
Das iPhone 4s in einem Apple Store

Das iPhone 4s wurde sowohl in weißer als auch in schwarzer Ausführung mit 8 (ab September 2013), 16, 32 und als erstes iPhone mit 64 GB angeboten. Das Antennendesign der CDMA-Variante des iPhone 4 wurde übernommen. Erkennbar ist dies an den seitlichen Einkerbungen am Antennenrahmen. Aufgrund der Verwendung des CDMA- und GSM-Standards ist das iPhone 4s ein sogenanntes Welttelefon.

## Kritik
Ein Kritikpunkt ist die im Vergleich zum Vorgängermodell geringere Akkulaufzeit.
Die Webseite Appleinsider kritisierte die 14,4 Mbit-HSPA+ -Fähigkeiten des iPhone 4s als „nutzlos für Amerikaner.“ Als Grund dafür nannte Appleinsider, dass das iPhone 4s den Mobilfunkstandard HSPA+ nicht im CDMA-Mobilfunknetz unterstützt, das von den großen amerikanischen Mobilfunkunternehmen Sprint und Verizon eingesetzt wird. Ausschließlich AT&T hätte die Möglichkeiten, HSPA+ anzubieten, stelle jedoch kaum flächendeckend HSPA+ zur Verfügung.
Bei dem iPhone 4s wurde über Probleme bei der Nutzung bereits aktivierter SIM-Karten mit aktiver PIN-Sperre berichtet. So waren einige Benutzer nach dem Tausch von schlechterem Empfang, verzögertem SMS-Versand oder komplett fehlender Netzverbindung betroffen. Die Telekom bestätigte das Problem und gab als Übergangslösung an, die PIN-Abfrage zu deaktivieren.
Nach dem Update auf iOS 7 funktionierte offenbar bei einigen Geräten der WLAN- und Bluetooth-Chip nicht mehr ordnungsgemäß. Apple gestand das Problem ein, konnte jedoch nach Angaben von Golem keine zufriedenstellende Lösung bereitstellen. Apple tauschte betroffene Geräte innerhalb des Garantiezeitraums aus, allerdings waren auch einige Austauschgeräte von dem Problem betroffen. Ursache des Problems ist ein Produktionsmangel an den Lötstellen des WLAN-Chips. Beim Herunterladen des recht großen iOS-Updates wird der WLAN-Chip über einen längeren Zeitraum thermisch belastet, wodurch die Lötverbindungen zum Logicboard schmelzen und anschließend „kalt werden“.
Weiterhin wurde nach dem Update auf iOS 8 kritisiert, dass die Geschwindigkeit des Geräts spürbar nachlasse. Grund für die Verlangsamung ist, dass aktuelle Versionen von iOS hauptsächlich auf neuere Geräte wie z. B. das iPhone 6 ausgelegt sind. Mit iOS 8.1.1 veröffentlichte Apple eine Aktualisierung, um die Stabilität und Geschwindigkeit des iPad 2 und iPhone 4s unter iOS 8 zu erhöhen.

## Preise
Zur Markteinführung war das iPhone 4s in drei Speichervarianten erhältlich. Die 16-GB-Variante kostete 629 €, die 32-GB-Variante kostete 739 € und die 64-GB-Variante kostete 849 €.
Mit der Vorstellung des Nachfolgers iPhone 5 wurden die 32 und 64 GB-Varianten eingestellt. Die UVP des iPhone 4s mit 16 GB wurde von 629 auf 579 € gesenkt.
Nach der Vorstellung des iPhone 5s und iPhone 5c im September 2013 wurde das iPhone 4s im Apple Online Store nur noch in einer 8-GB-Version mit einer UVP von 399 € angeboten.
Mit der Vorstellung des iPhone 6 und iPhone 6 Plus stellte Apple den Vertrieb nach rund 3 Jahren planmäßig ein.
| Speicher | 14. Oktober 2011 | 21. September 2012 | 10. September 2013 |
| -------- | ---------------- | ------------------ | ------------------ |
| 8 GB     | —                | —                  | 399 € (511 €)      |
| 16 GB    | 629 € (834 €)    | 579 € (752 €)      | —                  |
| 32 GB    | 739 € (979 €)    | —                  | —                  |
| 64 GB    | 849 € (1.125 €)  | —                  | —                  |